# 俄罗斯方块公司
俄罗斯方块公司（英語：The Tetris Company, Inc.，缩写：TTC）是负责《俄罗斯方块》品牌全球授权事务的管理机构。该企业注册于美国内华达州，由俄罗斯方块创始人阿列克谢·帕基特诺夫与亨克·罗杰斯共同持有。公司作为“Tetris Holding LLC”的独家被授权方，后者拥有俄罗斯方块在全球范围内的完整版权。

## 历史
《俄罗斯方块》由阿列克谢·帕基特诺夫于1985年创作完成。随着游戏基础版本在东欧集团国家的广泛传播，西方企业对商业发行的授权需求引发多方关注。作为苏联政府设立的进出口监管机构，全联盟电子设备联合会（ELORG）全权负责该游戏在国际市场的授权事宜。根据协议，帕基特诺夫将游戏十年期的全球代理权授予ELORG。主要被授权方包括亨克·罗杰斯创立的防弹软件公司，帕基特诺夫与罗杰斯在此过程中建立了深厚友谊。1991年苏联解体后，ELORG完成私有化改制。
1996年，帕基特诺夫与罗杰斯共同成立俄罗斯方块公司，专责管理游戏品牌的全球授权体系。游戏视觉表达相关的著作权归属"Tetris Holding LLC"——这是帕基特诺夫为集中管理其权益设立的法律实体。该公司通过商标授权（包括标志性的彩色方块组合、垂直矩形游戏界面等商业外观元素）向游戏开发商提供许可，并制定统一的游戏质量标准。2005年前，ELORG作为创始股东持有公司50%权益，后由罗杰斯与帕基特诺夫完成剩余权益收购。
2020年10月，罗杰斯于1996年创立的原授权机构蓝色星球软件正式并入俄罗斯方块公司，标志着该历史品牌完成整合。除电子游戏外，公司还向贺卡生产商、彩票运营商等第三方开放品牌授权。

## 法律行动
俄罗斯方块公司自1990年代末开始引发广泛关注，因其通过发送停止侵权通知函要求下架免费及共享软件形式的俄罗斯方块克隆游戏，主张此类产品同时构成商标侵权与著作权侵权。克隆游戏开发者认为公司缺乏合法依据限制未使用俄罗斯方块商标的四连方块类游戏，因为美国司法史上“外观与体验”（look-and-feel）版权主张难以胜诉（如Lotus诉Borland案），且通知函中未提及专利权主张。
2008年8月，苹果公司应要求从其App Store下架名为《Tris》的俄罗斯方块克隆游戏。2009年3月，公司起诉社交游戏平台OMGPop运营商BioSocia，指控其多人游戏《Blockles》与俄罗斯方块存在过度相似性。至同年9月，OMGPop下架争议游戏并推出基于《噗呦噗呦》玩法的新作替代。
2010年5月，公司律师向谷歌发送《数字千年版权法》侵权通知，要求Android应用商店下架35款俄罗斯方块克隆电子游戏。尽管有开发者表示其游戏未使用任何俄罗斯方块相关元素，谷歌仍移除了全部被列名应用。
2011年2月，公司持续对独立开发的克隆游戏发起版权主张，包括Windows Phone应用商店中的《Tetrada》。开发者马里奥·卡拉贾尼斯（Mario Karagiannis）以"游戏机制不受版权保护"为由反驳侵权指控，但最终仍下架该作，称无力应对“巨头欺凌”。
在2012年6月Tetris Holding, LLC诉Xio Interactive公司案中，美国联邦地区法院判决Xio开发的《Mino》克隆游戏通过复刻俄罗斯方块的游戏界面比例、方块造型等元素构成版权侵权。
2021年4月，一名叫JDH的YouTuber发布仅能运行俄罗斯方块的操作系统。两个月后其GitHub代码库因侵权指控被强制下架。
2022年7月，公司再度针对Playdate平台的《Playtris》重制版发起维权，开发者ThaCuber将项目更名为《BlockDate》后仍保留代码开源。